# سيمون كريتشلي
سيمون كريتشلي (من مواليد 27 فبراير في عام 1960)، فيلسوف إنجليزي وأستاذ فلسفة هانز يوناس في المدرسة الجديدة للبحوث الاجتماعية في نيويورك، الولايات المتحدة الأمريكية.
يتحدّى كريتشلي التقليد القديم القائل بأن الفلسفة تبدأ بالدهشة والإعجاب، ويرى أنها تبدأ بخيبة الأمل. يوجد شكلان محددان من خيبة الأمل في عمل كريتشلي: خيبة الأمل الدينية والسياسية. في الوقت الذي تنشأ فيه خيبة الأمل الدينية من قلة الإيمان وتطرح مشكلة معنى الحياة في مواجهة العدميّة، فإن خيبة الأمل السياسية تأتي من العالم العنيف الذي نعيش فيه وتثير سؤال العدالة في عالمٍ ظالم بشكل عنيف. إضافة إلى هذين المجالين من البحث، انخرطت أعمال كريتشلي الأخيرة في أشكال أكثر تجريبية من الكتابة عن شكسبير، وديفيد بوي، والانتحار، والمأساة اليونانية، وكرة القدم.

## سيرة حياته
ولد سيمون كريتشلي في 27 فبراير في عام 1960، في ليتشوورث غاردن سيتي، إنجلترا، لعائلة من الطبقة العاملة أصلها من ليفربول. وهو من مشجعي نادي ليفربول لكرة القدم، قال في تصريح له: «قد يكون هذا هو الشغف الذي يحكم حياتي. التزامي الديني الوحيد هو نادي ليفربول لكرة القدم». درس كريتشلي التاريخ والعلوم واللغات (الفرنسية والروسية) والأدب الإنجليزي في مدرسة القواعد. طوّر كريتشلي خلال هذا الوقت، اهتمامًا بالتاريخ القديم استمر مدى الحياة. عمل كريتشلي بعد فشله عمدًا في امتحانات المدرسة، في عدد من الوظائف الغريبة، بما في ذلك في مصنع للأدوية حيث تعرض لإصابة خطيرة في يده اليسرى. في هذه الفترة، كان أحد المشاركين في موجة موسيقا البانك الناشئة في إنجلترا، حيث عزف في العديد من الفرق التي فشلت جميعها. وبالرغم من فشل تجربته في الموسيقا، إلا أنه وجد جانب مشرق في تلك التجربة: حب جديد للطعام الصيني، تعرّف عليه بإلهامٍ من مغني الروك وايرن زيفون. ذهب كريتشلي إلى الجامعة في عمر 22 عامًا، بعد الدراسة لامتحانات المستوى «o» و «A» التعويضية في كلية الدراسات العليا وذلك في أثناء قيامه بوظائف غريبة أخرى. التحق كريتشلي بجامعة إسكس لدراسة الأدب، لكنه تحوّل إلى الفلسفة. وكان من بين أساتذته جاي بيرنستاين وروبرت بيرناسكوني ولودميلا جوردانوفا وأونورا أونيل وفرانك سيوفي ومايك ويستون وروجر موس وغابرييل بيرسون. شارك كريتشلي لمدة وجيزة في جمعية الطلاب الشيوعيين (حيث قرأ لأول مرة لوي ألتوسير وميشال فوكو وجاك دريدا) وكذلك في جمعية الشعراء.
بعد تخرجه بمرتبة الشرف الأولى وفوزه بجائزة (كناني) في الفلسفة في عام 1985، ذهب كريتشلي إلى جامعة نيس، حيث قدّم رسالة الماجستير في الفلسفة، حول التغلب على الميتافيزيقا عند مارتن هايدغر ورودولف كارناب مع دومينيك جانيكود. من أساتذته الآخرين كليمنت روسيه وأندريه توسيل. عاد كريتشلي إلى جامعة إسكس في عام 1987، لتقديم رسالة الدكتوراه التي اكتملت في عام 1988، والتي أصبحت أساسًا لأخلاقيات التفكيك.
أصبح كريتشلي زميلًا جامعيًا في كلية جامعة كارديف في عام 1988. وعاد كمحاضر إلى جامعة إسكس في عام 1989، ليصبح برتبة قارئ في عام 1995 وأستاذًا متفرغًا في عام 1999. شغل أولًا خلال هذا الوقت منصب نائب مدير (1996-1990) ثم مديرًا (2003-1997) لمركز الدراسات النظرية في العلوم الإنسانية والاجتماعية. وكان مديرًا للبرامج في الكلية الدولية للفلسفة في باريس منذ عام 1998 وحتى عام 2004. شغل مناصب انتقالية في جامعة غوته في فرانكفورت (2001، 1998-1997) وجامعة نايميخن (1997) وجامعة سيدني (2000) وجامعة نوتردام (2002) وفي كلية كاردوزو للحقوق (2005) وجامعة أوسلو (2006) وجامعة تكساس (2010). وتولى كريتشلي إدارة مدرسة صيفية في جامعة تيلبورغ منذ عام 2009 إلى عام 2015، وهو أيضًا أستاذ الفلسفة في كلية الدراسات العليا الأوروبية. أصبح كريتشلي منذ عام 2004 أستاذًا للفلسفة في المدرسة الجديدة للبحوث الاجتماعية في نيويورك، حيث أصبح هناك أستاذًا لفلسفة هانز يوناس في عام 2011. عمل كريتشلي في مجلس إدارة مؤسسة أوناسيس منذ عام 2015، واختير في عام 2021 من قبل مجلة (أكاديميك إنفلوينس) كواحد من أفضل 25 من الفلاسفة المؤثرين في يومنا هذا. يناقش كريتشلي سيرة حياته في موسم حديث من البث الصوتي تايم سينسيتيف.